# S&P 400
L'indice Standard & Poor 400, noto più comunemente come S&P MidCap 400 o S&P 400, è un indice azionario realizzato dalla Standard & Poor's che segue l'andamento di un paniere azionario formato dalle 400 aziende statunitensi a maggiore capitalizzazione azionaria.
L'indice funge da barometro per il settore azionario statunitense a media capitalizzazione. Per essere incluso nell'indice, un titolo deve avere una capitalizzazione di mercato totale che va da $ 1,4 miliardi a $ 5,9 miliardi al momento dell'aggiunta all'indice. Fino al 29 dicembre 2017, la capitalizzazione di mercato medie dell'indice era di circa $ 4,1 miliardi con la capitalizzazione di mercato della più grande società dell'indice posta a oltre $ 13,1 miliardi e la società più piccola a $ 626 milioni. La capitalizzazione azionaria dell'indice copre quasi il 7% del mercato azionario totale degli Stati Uniti. L'indice è stato realizzato per la prima volta il 19 giugno 1991.
Ha fissato una serie di massimi storici da quando la Federal Reserve ha annunciato il terzo allentamento quantitativo a metà settembre 2012. Alla chiusura settimanale e mensile del 30 novembre 2012, l'indice si è stabilizzato a 1.000 punti, e ha continuato a salire all'inizio del 2013, stabilendo nuovi record sopra i 1.200 nella metà di maggio dello stesso anno.